# John Alldis
John Alldis (10 d'agost de 1929 - 20 de desembre de 2010) va ser un mestre de cor i director d'orquestra britànic.
Després d'acabar els seus estudis secundaris en Felsted, Alldis va estudiar música coral amb Boris Ord al King's College, Cambridge des de 1949 fins a 1952. Després de deixar la universitat, Alldis ràpidament va guanyar fama com a director de cor. El 1966, l'Orquestra Simfònica de Londres el va contractar per formar i dirigir el seu primer grup coral estable. No obstant això, es va canviar al Cor Filharmònic de Londres en 1969, amb el qual va romandre fins a 1982, preparant cors per a moltes interpretacions amb Sir Adrian Boult, Otto Klemperer, Leopold Stokowski, Sir Colin Davis, Bernard Haitink, Georg Solti, Zubin Mehta i Daniel Barenboim.
El 1962, Alldis va fundar el cor professional que porta el seu nom, John Alldis Choir, de 16 membres, que es va presentar amb l'estrena mundial de l'obra d'Alexander Goehr Una petita cantata de proverbis. El seu nom va ser identificat amb el cor a partir de llavors. La música contemporània va figurar de manera important en el seu repertori, i va estrenar obres de Malcolm Williamson, Richard Rodney Bennett i Harrison Birtwistle, moltes de les quals van ser gravades per al segell Argo. En 1967, va preparar el John Alldis Choir per a la primera representació a Europa de Càntics de Rèquiem, de Stravinski, dirigida per Pierre Boulez. L'enregistrament que el cor va fer 1972 de Veure's, Op. 7b, de Justin Connolly, va ser rellançada en 2008 pel segell Lyrita. El cor també va participar en molts enregistraments d'òpera per Decca i la RCA, al costat de cantants com Luciano Pavarotti, Plácido Domingo, Janet Baker, Joan Sutherland i Kiri Te Kanawa.
En 1970, Alldis va dirigir el seu cor en l'estrena i enregistrament de Atom Heart Mother, àlbum de rock de Pink Floyd. El 1975, va dirigir al cor en la interpretació en l'abadia de Westminster del Concert sacre de Duke Ellington, enregistrament que seria la antepenúltima d'Ellington. També va dirigir al Cor Filharmònic de Londres i als vents en l'enregistrament de Star Clusters, de David Bedford, editat pel segell Classicprint. En 1977, va gravar Sounds of Glory per Arcade Records, una compilació de clàssics corals, que va guanyar un disc d'or.
Alldis va dirigir a altres conjunts, d'estils que abasten des del Renaixement fins a la música contemporània. Des de 1966 fins a 1979, va dirigir el cor de la Guildhall School of Music and Drama. Entre 1971 i 1977, va servir com a director conjunt de Radi Dinamarca, dirigint principalment al Cor de la Ràdio Estatal de Dinamarca. Des de 1979 fins a 1983, va dirigir al Groupe Vocal de France, amb el qual va gravar obres de Francis Poulenc i Gabriel Fauré. Des de 1989 fins a 1990, va ser director musical i consultiu dels Cameran Singers a Israel i breument va ser director convidat pel Vaig trobar Choir a Manchester. Des de 1978 fins a 1987, va dirigir l'American Choral Symposium a Manhattan (Kansas). Des de 1985 fins a 1998, va ser director convidat permanent del Cor de cambra dels Països Baixos, amb el qual va realitzar diversos enregistraments, entre elles, música coral anglesa en el segell Globe. Des de 1989 fins a 1997, va ser director convidat del Cor Filharmònic de Tòquio i la Societat Filharmònica Central de la Xina a Pequín. En 2002, va dirigir l'Òpera de Lió en la primera representació de Messa Sulenna, del compositor cors Jean-Paul Poletti. Des de 1975 fins a 2003, Alldis va servir en el Ralph Vaughan Williams Trust, i des de 1971 fins a 2004 va dirigir l'Orquestra Simfònica de Wimbledon.
Alldis va guanyar premis Grammy per la seva obra amb Sir Adrian Boult i Sir Georg Solti, va anar Honorary Fellow de Westminster Choir College, Princeton. En 1994 va ser nomenat Cavaller de l'Orde de les Arts i les Lletres. Va estar casat amb la violinista i mestra Ursula Alldis, i va tenir dos fills, Dominic i Robert.